# Бела Баккай
Бела Баккай (угор. Bakkay Béla; 5 лютого 1886 — ?) — угорський поет.
Народився 5 лютого 1886 року в Ясіні жупи Мармарош Австро-Угорської імперії, тепер в Рахівському районі на Закарпатті.

## Життя і творчість
З 1919 року працював вчителем католицької катехизи в середній школі м. Сату-Маре. Вчителювання, пастирювання і загалом католицька атмосфера в Сату-Маре спонукали його до написання статей, поезії і літературних розвідок. Випустив дві книги: збірку поезій «Велика Ведмедиця», Göncölszekér, (Карей, 1922) і поему «Б'янка», Bianca (Сату-Маре, 1925). У 1930 році переїхав до Угорщини.

## Видання
- Bakkay Béla: Göncölszekér. Ism. Walter Gyula Pásztortűz, 1922. II. 443 p. (угор.)